# Capitania do Rio Grande
A Capitania do Rio Grande, ou Capitania do Pará, foi uma das subdivisões administrativas do território brasileiro no período colonial da América Portuguesa, criada em 1534 junto com mais treze regiões hereditárias (1534–1548), entregues pelo rei de Portugal, Dom João III, a donatários em regime de hereditariedade. Esta capitania foi administrada por João de Barros, historiador lusitano, e Aires da Cunha. 
Seu território situava-se entre a foz do rio Jaguaribe (a norte) e a baía da Traição (a sul), realizando divisa com a Capitania de Itamaracá. Abrangia terras do atual estado do Rio Grande do Norte, além de trechos dos atuais Ceará e Paraíba.
Pernambuco e São Vicente foram as únicas capitanias que prosperaram no período colonial.

## História

### Antecedentes
A colonização européia na América foi efetivamente iniciada em 1534, quando o rei Dom João III dividiu o território em quatorze capitanias hereditárias (administração do território colonial português) que foram doadas a doze capitães-donatários (vassalos), que podiam explorar os recursos da terra, mas em contra-partida deveriam povoar e proteger as regiões, onde os direitos e deveres dos donatários eram regulamentados pelas Cartas de Foral.
O sistema de capitanias já era empregado pelo Império Português nas ilhas da Madeira e de Cabo Verde desde o século XV. Em carta dirigida a Martim Afonso de Sousa em 1532, Dom João III comunicou a decisão de dividir o território português, assim em 1534 efetivou as primeiras doações.
Existem três possíveis fatores para a adoção do sistema de capitanias no Brasil: uma resposta da monarquia portuguesa ante a ameaça da França ao seu projeto de domínio na América; transferência dos gastos com a colonização que deixavam de ser do Estado e passavam para os donatários, favorecendo a Coroa em um contexto de escassez de recursos; conversão da população nativa ao cristianismo, dando continuidade ao ideal da Cruzadas.

### Origens
A Capitania do Rio Grande constituiu o segundo lote doado a João de Barros e a Aires da Cunha. Em 1535 vieram ocupar as terras, acompanhado também por Fernão Álvares de Andrade. Tendo o empreendimento de ambos sido direcionado ao primeiro lote (a Capitania do Maranhão), devido às dificuldades ali encontradas em 1535, este segundo lote permaneceu abandonado.
Após a primeira tentativa fracassada de colonização, em 1555 houve outra sendo também mal sucedida. A presença francesa na costa da capitania, aliado aos grupos indígenas locais, dificultaram o desenvolvimento português na região. Em 1597 ocorreu a terceira tentativa de colonização das terras potiguares, ordenada por D. Francisco de Souza, fidalgo lusitano então Governador Geral do Brasil, em definitivo onde em 1598 estabeleceu-se a Fortaleza dos Reis e, em 1599 seria a Cidade de Natal.
Ao fim do século XVI, já no contexto da Dinastia Filipina (1580-1640), para conter a ameaça dos contrabandistas franceses de pau-brasil naquele litoral, Filipe II de Espanha ordenou ao capitão Alexandre de Moura, que, com o auxílio do Capitão-mor da Capitania da Paraíba, Feliciano Coelho de Carvalho, seguissem para o Rio Grande, para estabelecer uma colônia e um forte, e dar combate aos franceses, ali associados com os potiguaras (1597).
A foz do rio Potenji foi alcançada em 25 de dezembro de 1597, pelo capitão-mor da Capitania de Pernambuco, Manuel de Mascarenhas Homem, que ali ergueu um primeiro núcleo defensivo - o embrião da Fortaleza da Barra do Rio Grande, preparando o terreno para a futura cidade do Natal. Feliciano Coelho de Carvalho uniu-se a ele em abril do ano seguinte (1598), e em junho ambos retornaram a Pernambuco, deixando os trabalhos da fortaleza e povoação nascentes a cargo de Jerônimo de Albuquerque Maranhão (1548-1618). Em 25 de dezembro de 1598 foi inaugurada a Igreja Matriz da povoação fundada a cerca de três quilômetros da barra, que passou a ser denominada povoação do Natal.
O Forte dos Reis Magos foi conquistado em 1633 e ocupado pelos neerlandeses até ao fim da invasões holandesas do Brasil (1630-1654).
Subordinada ao governo-geral do Estado do Brasil, a capitania do Rio Grande ficou subordinada à Capitania de Pernambuco a partir de 1701.
Pelo Aviso de 7 de outubro de 1807 a Coroa portuguesa solicitou ao governador do Rio Grande do Norte, tenente-coronel José Francisco de Paula Cavalcanti de Albuquerque, informações do que convinha fazer para a defesa daquela capitania. A resposta, em um detalhado memorial, acarretou na construção de diversas fortificações ligeiras, erguidas no ano seguinte (1808), concomitantes com a chegada da Família Real Portuguesa ao Brasil no contexto da Guerra Peninsular.
Com a elevação do Brasil a Reino Unido a Portugal e Algarves (1815), passou à categoria de província. Envolveu-se na Revolução Pernambucana (1817), instalando-se uma junta de governo provisório em Natal. Com a Proclamação da República Brasileira (1889), transformou-se em estado.

## Território
Originalmente foi em área uma das maiores capitanias da América portuguesa, mas sua primeira perda territorial se deu quando a então capitania vizinha também sofreu sua grande perda territorial frente a coroa, só que nos séculos posteriores a perda seria do lado oeste via expansão pecuarista cearense. Depois de todas essas perdas de território e soberania, restou um território que corresponde a mera fração de sua área original.

### Perdas Territoriais
Embora originalmente fosse das maiores capitanias do Brasil, o território do Rio Grande sofreu muitas perdas. A oeste, a capitania do Ceará ao se expandir pro sul via pecuária  tomou grande área do Rio Grande do Norte. A anexação do sudeste de Itamaracá pelo nordeste pernambucano acabou se refletindo no Rio Grande do Norte., já que para compensar territorialmente a recém-criada capitania da Paraíba (ex-nordeste de Itamaracá), se retirou parte do sudeste do Rio Grande do Norte.

## Síntese histórica por século
- XV: Alegada visita de Vicente Pinzon entre o Cabo de São Roque e o Cabo Branco.
- XVI: Navegadores franceses e ingleses comercializam no litoral da capitania em associação com os Potiguaras.
- XVII: Os potiguaras são cada vez mais empurrados para o Norte pelos portugueses em retaliação a suas alianças comerciais com os franceses e ingleses. Nova Amsterdã se torna uma das três principais centros da Nova Holanda.
- XVIII: O Rio Grande do Norte (antigo Siará Mirim ou Siará do Leste)[carece de fontes?] assim como outras capitanias vizinhas perde a soberania para Pernambuco, mas ao contrário destas (mais populosas), só recuperaria sua soberania mais de meio século após a anexação no século XIX.
- XIX: O Rio Grande do Norte recupera sua soberania político-administrativa.